# Беркенешть (Вилча)
Беркенешть, Беркенешті (рум. Bărcănești) — село у повіті Вилча в Румунії. Входить до складу комуни Стенешть.
Село розташоване на відстані 168 км на захід від Бухареста, 42 км на південний захід від Римніку-Вилчі, 56 км на північ від Крайови.

## Населення
За даними перепису населення 2002 року у селі проживали 170 осіб, усі — румуни. Усі жителі села рідною мовою назвали румунську.